# Mikroregion Perucko
Mikroregion Perucko je samostatná právnická osoba v okresu Louny, jeho sídlem je Peruc a jeho cílem je vytváření podmínek pro ekonomický rozvoj mikroregionu, zlepšení podmínek zaměstnanosti a zlepšení sociálních podmínek pro občany. Sdružuje celkem 19 obcí a byl založen v roce 2004.

## Obce sdružené v mikroregionu
- Blšany u Loun
- Černčice
- Hříškov
- Chožov
- Koštice
- Nová Ves
- Obora
- Panenský Týnec
- Peruc
- Počedělice
- Slavětín
- Smolnice
- Toužetín
- Úherce
- Veltěže
- Vinařice
- Vrbno nad Lesy
- Vršovice
- Žerotín